# 哀侯 (韓)
哀侯（あいこう、生年不詳 - 紀元前374年）は、中国の戦国時代の韓の君主。名は屯蒙。文侯の子。
紀元前377年、文侯が死去すると、後を嗣いで韓侯となった。紀元前376年、趙や魏とともに晋の領土を分割した。紀元前375年、鄭を滅ぼした。これによって新鄭に遷都した。
紀元前374年、韓厳に殺害された。在位3年。